# L'Orientalisme
L'Orientalisme : L'Orient créé par l'Occident (titre original en anglais : Orientalism) est un essai de l'universitaire américain d'origine palestinienne Edward Saïd, publié en 1978, analysant la vision occidentale du Moyen-Orient telle qu'elle apparaissait au XIXe siècle dans l'art et la littérature (l'orientalisme), et les implications de cette vision en termes de colonisation et d'impérialisme culturel jusqu'aux années 1970. Saïd y développe quatre thèses, à savoir la domination politique et culturelle de l'Orient par l'Occident, la dépréciation de la langue arabe, la diabolisation de l'arabe et de l'islam, et la cause palestinienne. Publié aux États-Unis en 1978 par Pantheon Books, il a été traduit en français en 1980 par les Éditions du Seuil ainsi que dans plus d'une trentaine d'autres langues. C'est un ouvrage fondateur des études postcoloniales.

## Origine
Après une éducation anglophone « à l'occidentale » depuis l'enfance jusqu'à l'université, Saïd, après son doctorat, découvre et s'intéresse aux idées et auteurs français ou installés en France comme Lucien Goldmann, Claude Lévi-Strauss, Roland Barthes, Jacques Lacan, Jacques Derrida et Tzvetan Todorov. « [Ses] lectures [lui] permettent une sorte de décolonisation de l'esprit et un affranchissement de la pensée anglo-saxonne [qu'il] juge rigide » (p. 23 de ce livre). Il tourne ensuite son regard vers d'autres horizons intellectuels, comme ceux du marxiste Antonio Gramsci, car il est déçu par un certain ethnocentrisme français. En Gramsci il découvre l'importance de la dimension géographique et spatiale dans la pensée et il s'intéresse au concept d'un monde qui serait divisé en « dominants » et « dominés ».
Dans les années 1970, pendant son séjour à Beyrouth, il commence à approfondir l'arabe et les auteurs modernes et classiques dans cette langue. Pendant cette période, Saïd « commence à comprendre comment des « narrations » peuvent être liées à des représentations populaires » (p. 29 du livre). Il se rend compte, par exemple, que ce qui se passe au Moyen-Orient est présenté par les médias différemment selon les pays, notamment au public américain, que des représentations déformées feraient partie de tout un système mis en place en Occident.
C'est à la fin de cette décennie, en 1978, qu'il publie son œuvre, Orientalism.

## Contenu
Il donne dans son ouvrage trois définitions de l'orientalisme, lesquelles se recoupent : 
1. Le domaine de recherche universitaire et du courant de pensée portant sur l'Orient (domaine qui s'étend de « toute personne qui enseigne, écrit ou fait des recherches sur l'orient » à « l'attitude du colonialisme européen ») ;
2. La pensée fondée sur le fait que l'Orient et l'Occident sont ontologiquement et épistémologiquement différents ;
3. L'« institution globale qui traite de l'Orient ».

## Postérité et réception critique
Bien qu'Edward Saïd se soit lui-même inspiré de réflexions antérieures, L'Orientalisme est généralement considéré comme le texte fondateur des études postcoloniales, particulièrement dans le monde anglo-saxon. Extrêmement influent dans divers champs, l'ouvrage s'est également attiré de nombreuses critiques, notamment de la part d'historiens trouvant que l'auteur a manqué de rigueur. Edward Saïd lui-même a affiné sa pensée en 1993 dans Culture et Impérialisme (Culture and Imperialism).